# Valerius Gratus
Valerius Gratus was de vierde praefectus van Judea. Hij bestuurde de Romeinse provincie van 15 tot 26 na Chr. Hij is de eerste prefect over Judea die benoemd is door keizer Tiberius. In lijn met Tiberius' gewoonte voerde Gratus relatief lang het bewind over Judea. Gratus was de opvolger van Annius Rufus en werd op zijn beurt opgevolgd door Pontius Pilatus.

## Benoeming van hogepriesters
Het begin van Gratus' ambtsperiode kenmerkt zich door een aantal kort op elkaar volgende benoemingen van hogepriesters van de Joodse tempel in Jeruzalem. Wellicht wilde Gratus op die manier voorkomen dat Annas, die onder Gratus' voorgangers gedurende negen jaar hogepriester was geweest, te veel politieke invloed kreeg. Gratus zette Annas dan ook af, en benoemde in slechts enkele jaren tijd achtereenvolgens Ismaël ben Phiabi (15 na Chr.), Eleazar ben Ananus (16 na Chr.), Simon ben Kamithus (17 na Chr.) en Jozef Kajafas, de schoonzoon van Annas (18 na Chr.) (zie ook de Lijst van Hogepriesters in de Herodiaanse periode). Kajafas bleef hogepriester gedurende de rest van Gratus' bewindsperiode (en die van zijn opvolger Pontius Pilatus).
De historische bronnen noemen geen reden voor de snelle opeenvolging van benoemingen van hogepriesters, maar aangezien Tacitus vermeldt dat er in de periode dat Germanicus in het oosten was (17 na Chr.) verzoeken uit Syria en Judea kwamen om de belastingdruk te verminderen, is het mogelijk dat de hogepriesters in kwestie de verdenking op zich geladen hadden deze verzoeken aan te moedigen (of in elk geval niet te ontmoedigen). Waarom Gratus vervolgens Kajafas zo lang in functie liet, is evenmin duidelijk. Een verklaring die wel is aangedragen, zijn dat zijn benoeming het gevolg is van een compromis tussen Gratus en de Joodse aristocratische families, waaruit de hogepriesters benoemd werden. Een andere verklaring is dat Kajafas zelf de politieke fijngevoeligheid had zijn optreden af te stemmen op het beleid van de Romeinse gouverneurs onder Tiberius.

## Munten
Evenals zijn voorgangers Coponius en Marcus Ambibulus (en wellicht ook Annius Rufus) liet Gratus bronzen munten slaan, waarop hij om rekening te houden met Joodse gevoeligheden geen afbeeldingen van personen (zoals de keizer) liet slaan, maar symbolen. De symbolen die hij gebruikte weken echter af van die van zijn voorgangers. Wellicht probeerde Gratus zich op deze wijze van hen te onderscheiden en zo zijn positie als nieuwe machthebber over Judea te markeren.

## In popcultuur
In de historische roman Ben-Hur: A Tale of the Christ en de daarvan afgeleide films, wordt Gratus bijna gedood door een dakpan die per ongeluk van het huis van Judah Ben-Hur valt, wat alle daaropvolgende gebeurtenissen in het verhaal veroorzaakt. In de roman wordt Gratus afgeschilderd als een corrupte gouverneur die tegen de Joden handelde door de rechtmatige hoofdpriester van de Tempel, Hannas, te verwijderen en hem te vervangen door een Romeinse marionet, Ishmael.